# Ferrovia Istanbul-Pythion
La ferrovia Istanbul-Pythion (in turco İstanbul-Pythion demiryolu) è un'importante linea ferroviaria nella Tracia orientale in Turchia. La linea, che è una delle due linee ferroviarie che collegano la Turchia all'Europa insieme alla ferrovia Pehlivanköy-Svilengrad, è un corridoio merci molto importante.

## Storia
La linea ferroviaria fu costruita tra il 1870 e il 1873.

## Percorso
|  |  |  |  | Unknown route-map component "tCONTg" |

|  |  |  |  | Unknown route-map component "tSTR" |

|  | Pier | Urban railway | Unknown route-map component "lDAMPF" | Unknown route-map component "tXACC-L" | Unknown route-map component "KXBHFa-R" |  |

|  |  |  |  | Unknown route-map component "tSTR" | Straight track | Unknown route-map component "exKDSTa" |

|  |  |  |  | Unknown route-map component "tSTR" | Unknown route-map component "eKRWg+l" | Unknown route-map component "exKRWr" |

|  |  |  |  | Unknown route-map component "tSTR" | Unknown route-map component "eHST" |  |

|  |  |  |  | Unknown route-map component "tSTR" | Unknown route-map component "eHST" |  |

|  |  | Pier | Unknown route-map component "SUBWAY" | Unknown route-map component "tXACC-L" | Unknown route-map component "eXBHF-R" |  |

|  |  |  |  | Unknown route-map component "tSTR" | Unknown route-map component "eHST" |  |

|  |  |  |  | Unknown route-map component "tSTRe" | Unknown route-map component "eHST" |  |

|  |  |  |  | Unknown route-map component "KRWl" | Unknown route-map component "KRWg+r" |  |

|  |  |  |  |  | Unknown route-map component "ACC" |

|  |  |  |  |  | Unknown route-map component "ACC" |

|  |  |  |  |  | Unknown route-map component "ACC" |

|  |  | Pier | Unknown route-map component "exSUBWAY" | Express railway | Unknown route-map component "ACC" |  |

|  |  |  |  | Unknown route-map component "exSUBWAY" | Unknown route-map component "ACC" |  |

|  |  |  |  |  | Unknown route-map component "ACC" |

|  |  |  |  |  | Unknown route-map component "ACC" |

|  |  |  |  |  | Unknown route-map component "ACC" |

|  |  |  |  |  | Unknown route-map component "ACC" |

|  |  |  |  |  | Unknown route-map component "eHST" |

|  |  |  |  |  | Unknown route-map component "SKRZ-G4u" |

|  |  |  |  | Bus station | Unknown route-map component "ACC" |  |

|  |  |  |  |  | Unknown route-map component "ACC" |

|  |  |  |  |  | Unknown route-map component "eHST" |

|  |  |  |  |  | Unknown route-map component "KRWgl" | Unknown route-map component "KRW+r" |

|  |  |  |  |  | Straight track | Non-passenger station/depot on track |

|  |  | Unknown route-map component "exSUBWAY" | Unknown route-map component "BAHN" | Express railway | Unknown route-map component "ACC" | Straight track |

|  |  |  |  |  | Unknown route-map component "KRWg+l" | Unknown route-map component "KRWr" |

|  |  |  |  |  | Unknown route-map component "eHST" |

|  |  |  |  |  | Unknown route-map component "hKRZWae" |

|  |  |  |  |  | Unknown route-map component "eHST" |

|  |  |  |  |  | Unknown route-map component "SKRZ-Au" |

|  |  |  |  |  | Station on track |

|  |  |  |  |  | Stop on track |

|  |  |  |  |  | Stop on track |

|  |  |  |  | Unknown route-map component "exKRW+l" | Unknown route-map component "eKRWgr" |  |

|  |  |  |  | Unknown route-map component "exSTR" | Enter and exit tunnel |  |

|  |  |  |  | Unknown route-map component "exSTR" | Stop on track |  |

|  |  |  |  | Unknown route-map component "exBHF" | Unknown route-map component "tSTRa@f" |  |

|  |  |  |  | Unknown route-map component "exSTRl" | Unknown route-map component "etKRZ" | Unknown route-map component "exSTR+r" |

|  |  |  |  |  | Unknown route-map component "tSTRe" | Unknown route-map component "exHST" |

|  |  |  |  |  | Small bridge over water | Unknown route-map component "exWBRÜCKE1" |

|  |  |  |  |  | Unknown route-map component "eKRWg+l" | Unknown route-map component "exKRWr" |

|  |  |  |  | Unknown route-map component "KRW+l" | Unknown route-map component "KRWr" |  |

|  |  |  |  | Station on track |

|  |  |  |  | Unknown route-map component "SKRZ-Au" |

|  |  |  |  | Stop on track |

|  |  |  |  | Unknown route-map component "SKRZ-G2u" |

|  |  |  |  | Enter and exit tunnel |

|  |  |  |  | Stop on track |

|  |  |  |  | Station on track |

|  |  |  |  | Station on track |

|  |  |  |  | Station on track |

|  |  |  |  | Station on track |

|  |  |  |  | Unknown route-map component "SKRZ-G2u" |

|  |  |  |  | Station on track |

|  |  |  |  | Stop on track |

|  |  |  |  | Unknown route-map component "eHST" |

|  |  |  |  | Station on track |

|  |  |  |  | Unknown route-map component "SKRZ-Au" |

|  |  |  |  | Unknown route-map component "eHST" |

|  |  |  |  | Unknown route-map component "SKRZ-G4u" |

|  |  |  |  | Station on track |

|  |  |  |  | Stop on track |

|  |  |  |  | Station on track |

|  |  |  |  | Station on track |

|  |  |  |  | Unknown route-map component "SKRZ-G2BUE" |

|  |  |  |  | Junction both to and from left | Unknown route-map component "STR+r" |  |

|  |  |  |  | Straight track | End station | Unknown route-map component "ANCHOR" |

|  |  |  |  | Straight track |

|  |  |  |  | Station on track |

|  |  |  |  | Stop on track |

|  |  |  |  | Stop on track |

|  |  |  |  | Stop on track |

|  |  |  |  | Station on track |

|  |  |  |  | Unknown route-map component "eHST" |

|  |  | Unknown route-map component "exWORKS" | Unknown route-map component "exKDSTaq" | Unknown route-map component "eABZgr" |  |  |

|  |  |  |  | Station on track |

|  |  |  |  | Unknown route-map component "SKRZ-G2BUE" |

|  |  |  |  | Station on track |

|  |  |  | Unknown route-map component "exKRW+l" | Unknown route-map component "eKRWgr" |  |  |

|  |  |  | Unknown route-map component "exHST" | Straight track |  |  |

|  |  |  | Unknown route-map component "exBHF" | Straight track |  |  |

|  |  |  | Unknown route-map component "exBHF" | Straight track |  |  |

|  |  |  | Unknown route-map component "exKBHFe" | Straight track |  |  |

|  |  |  |  | Straight track |

|  |  |  |  | Stop on track |

|  |  |  |  | Station on track |

|  |  |  | Unknown route-map component "CONTgq" | Unknown route-map component "ABZgr" |  |  |

|  |  |  |  | Straight track |

|  |  |  |  | Unknown route-map component "eHST" |

|  |  |  |  | Unknown route-map component "SKRZ-G4o" |

|  |  |  |  | Station on track |

|  |  |  |  | Station on track |

|  |  |  |  | Unknown route-map component "TZOLLWo" |

|  |  |  |  | Unknown route-map component "ABZg+l" | Unknown route-map component "CONTfq" |  |

|  |  |  |  | Station on track |

|  |  |  |  | Continuation forward |